# Krone der bayerischen Königin

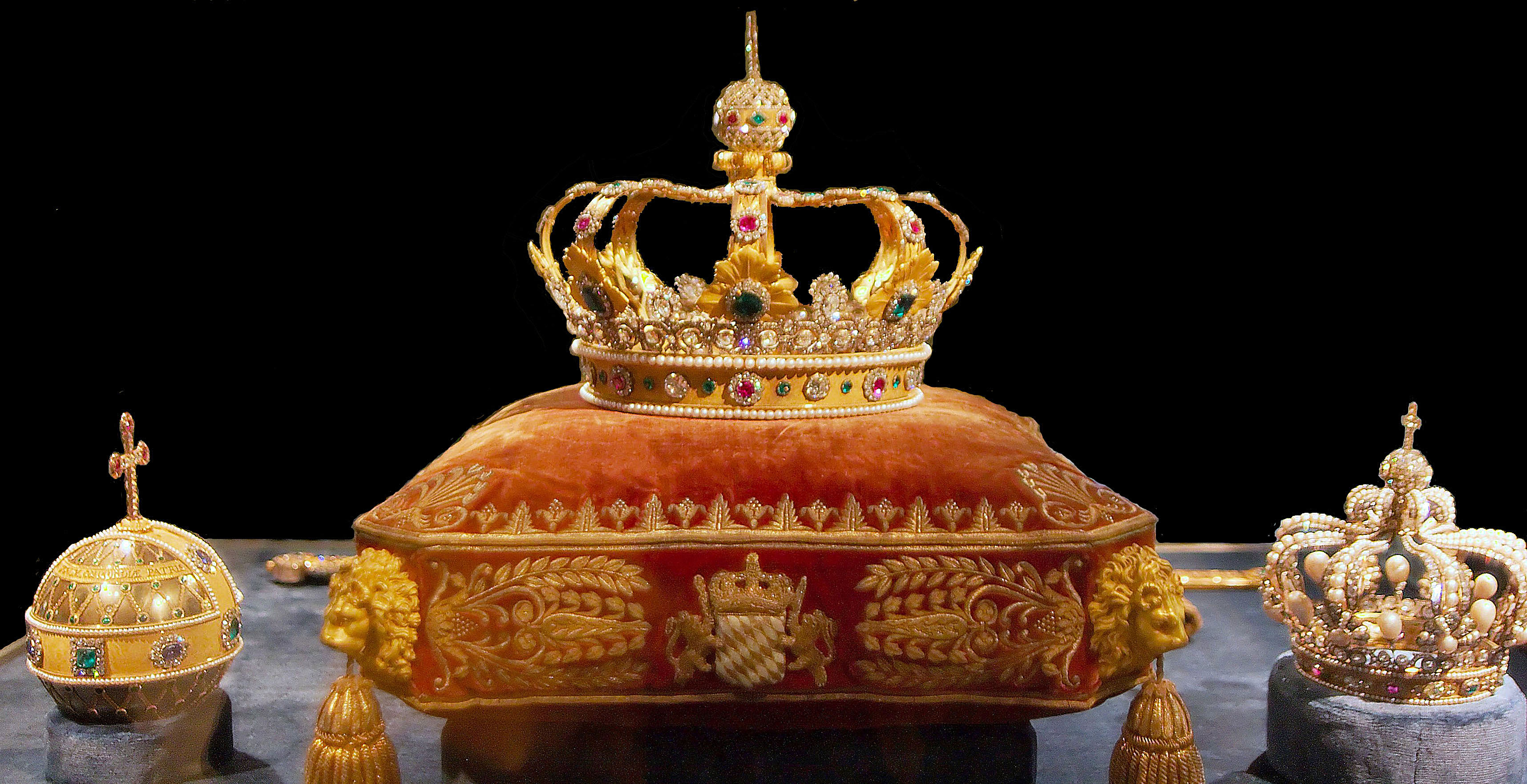
Die Krone des Königreichs Bayern, rechts daneben die Krone der bayerischen Königin

Die Krone der bayerischen Königin ist eine Krone, die für die Gemahlin des bayerischen Königs angefertigt wurde.
Nach der Gründung des Königreiches Bayern gab König Maximilian I. 1806 beim französischen Hofjuwelier Martin Biennais zwei Kronen für sich und die Königin Karoline Friederike Wilhelmine in Auftrag.
Die Krone besteht aus Gold, Silber, Perlen, sechs Smaragden, zwei Rubinen und Diamanten. Sie hat am Reif einen Durchmesser von 11 cm und eine Höhe von 17 cm.
Der goldene Reif trägt an Ober- und Unterseite jeweils eine Perlenreihe. Dazwischen befindet sich eine Formation aus drei Diamanten, ein größerer, der rechts und links von einem kleineren flankiert ist. Diese Formation wechselt sich mit Diamantrosetten ab, die im Innern Smaragde rahmen, auf der Vorderseite der Krone sind es zwei Rubine. Über dem Reif erhebt sich ein flaches Band aus brillantbesetzten, spiralförmigen Ranken. Daraus wachsen acht große muschelförmige Zacken, von denen die Kronenbügel ausgehen. Die Muscheln tragen auf ihrer unteren Hälfte große runde oder birnenförmige Perlen. Von diesen Perlen gehen abwechselnd sechs Bänder mit Perlen und fünf Bänder mit Diamanten strahlenförmig nach oben und zur Seite weg. Zwischen den Muscheln sitzen sehr große Birnperlen auf goldenen Stiften. Die Kronenbügel schwingen volutenartig nach oben, dellen sich leicht ein, bevor sie nochmals leicht nach oben biegen und sich im Scheitel treffen, wo sie von einem diamantbesetzten Band zusammengehalten werden. Hier biegen sie sich wieder wie Wasserfontänen nach außen. Die Bügel verjüngen sich nach oben stark. Sie tragen in der Mitte eine Reihe Perlen, an den Rändern sind Diamanten eingefasst. Über der Fontäne sitzt der Globus und darüber das Kreuz, beides mit Diamanten besetzt.
Ihr heutiges Aussehen hat die Krone durch den Münchener Hofjuwelier Gottfried Merk, der auf Befehl von Ludwig II. 1867 leichte Veränderungen vornahm.
Die Krone der bayerischen Königin befindet sich heute in der Schatzkammer der Münchner Residenz.